# A magyar kereskedő könyve
A magyar kereskedő könyve, alcímén A kereskedelmi tudnivalók képes enciklopédiája négy kötetben kereskedők, pénzintézeti tisztviselők, gyárosok, iparosok, bírák, ügyvédek és hivatalnokok számára egy 20. század elején megjelent nagy terjedelmű magyar nyelvű enciklopédikus jellegű közgazdaságtani mű volt.

## Jellemzői
Az összességében mintegy 2900 oldalas, számos képpel illusztrált, díszes borítójú 4 kötetes mű Schack Béla szerkesztésében, és a Révai Testvérek Irodalmi Intézet Rt. jóvoltából jelenhetett meg Budapesten 1907 és 1911 között. A mű jelenleg nem rendelkezik sem reprint, sem elektronikus kiadással.
Bizonyos értelemben folytatásaként tekinthető az ugyancsak Schack által szerkesztett, de már a két világháború között megjelenő Révai Kereskedelmi, Pénzügyi és Ipari Lexikona.

## Kötetbeosztás
A sorozat kötetei a következők voltak:
| Kötetszám | Kötetcím                   | Kiadási év | Oldalszám         | Megjegyzés                                             |
| --------- | -------------------------- | ---------- | ----------------- | ------------------------------------------------------ |
| I.        | Kereskedelmi alapismeretek | 1907       | VII. + 658 + 2 o. | 63 képpel, 12 térképpel és 7 grafikonnal               |
| II.       | A kereskedelmi üzletvitel  | 1907       | 646 o.            | 49 fekete és 6 színes képmelléklettel                  |
| III.      | Az értéküzlet              | 1909       | 771 + 3 o.        | 30 képmelléklettel és 2 grafikonnal                    |
| IV.       | Az árúüzlet                | 1911       | 791 o.            | 63 fekete, 6 színes képmelléklettel és 1 fakszimilével |

## Képtár

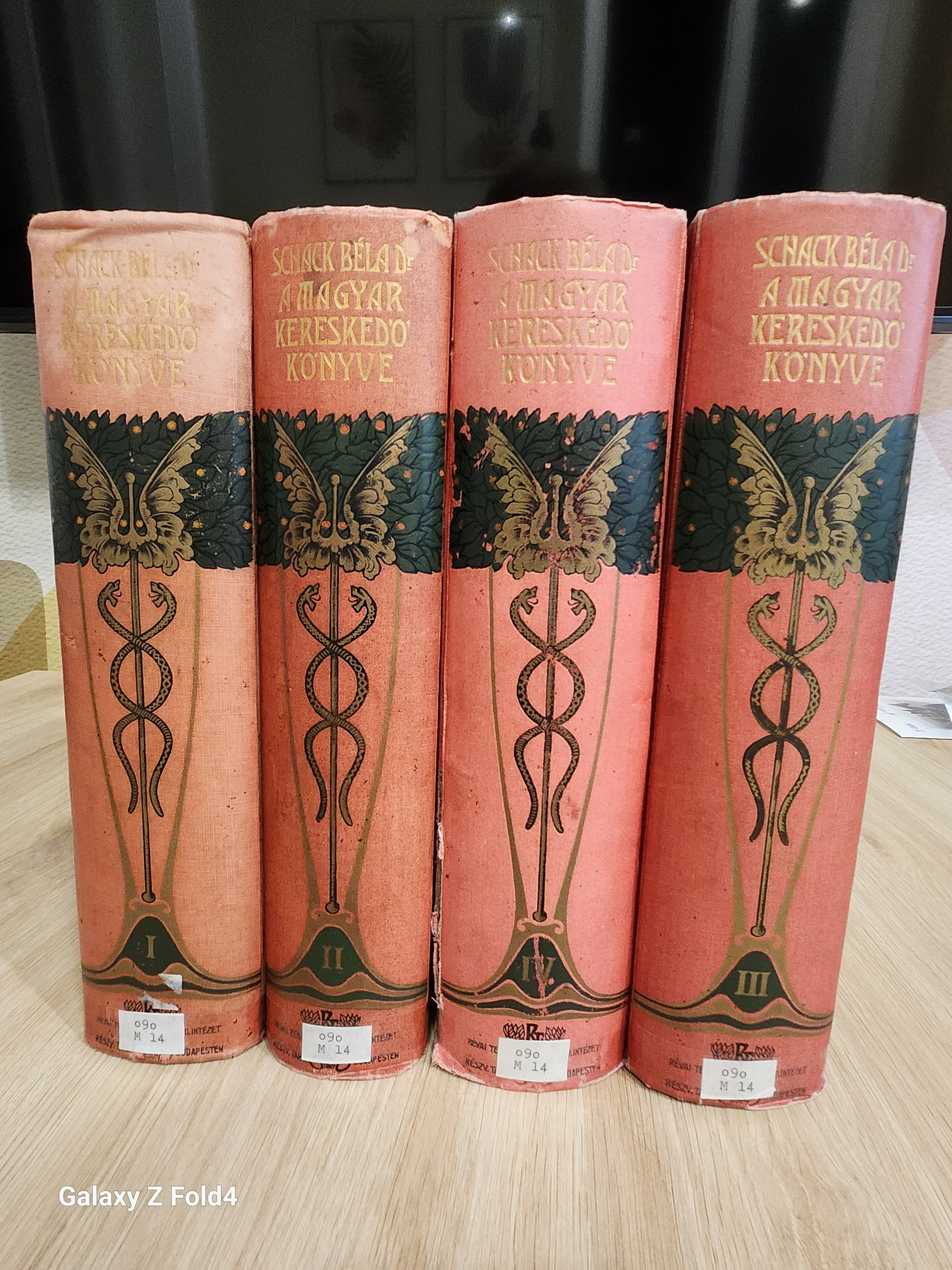
piros kötésváltozat
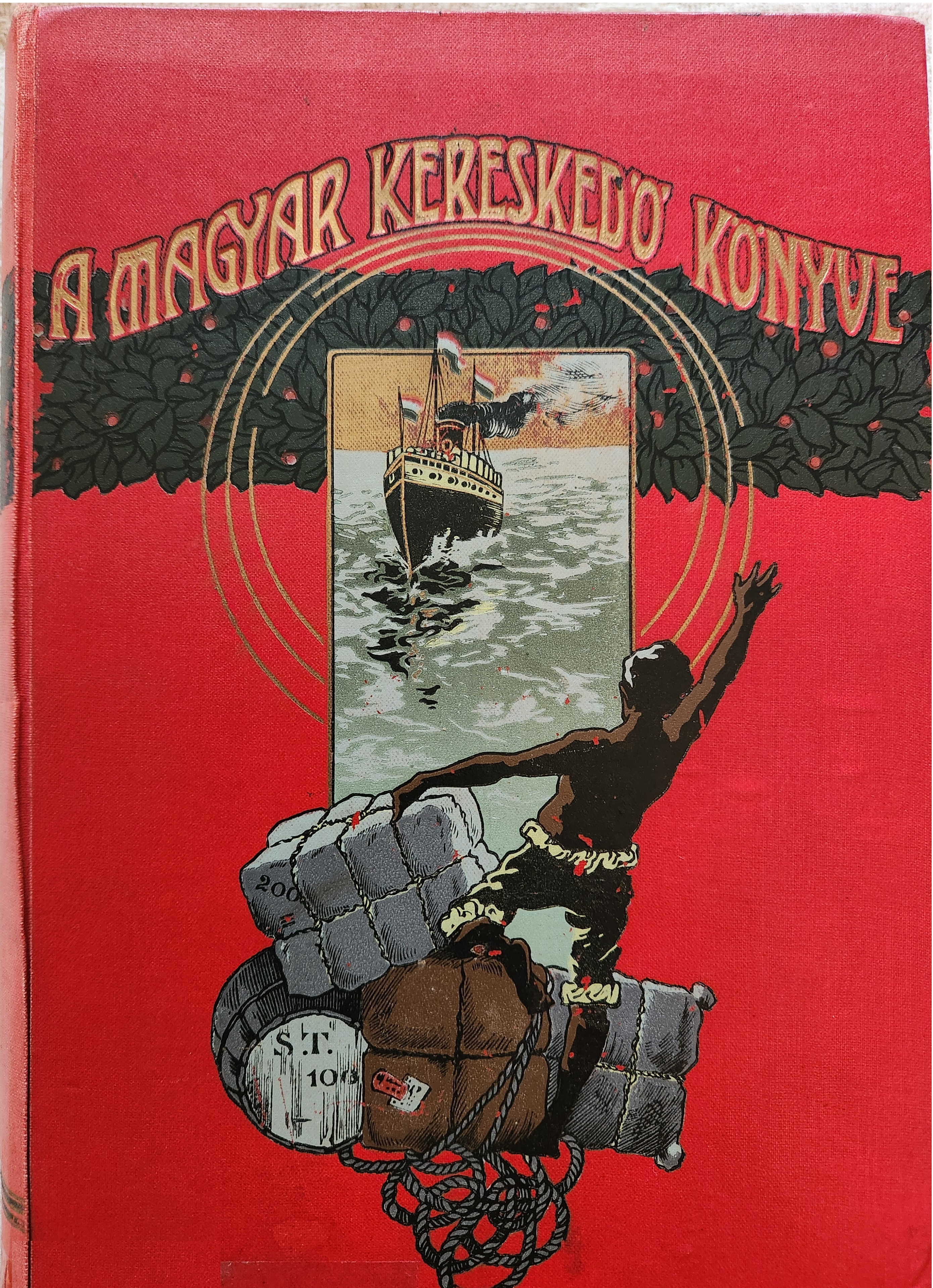
piros kötésváltozat
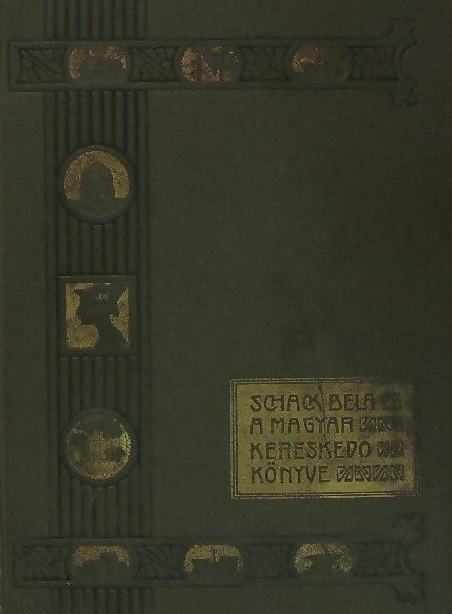
zöld kötésváltozat